# سنت-آلفونز (گاسپزی)
سنت-آلفونز، گاسپزی (به فرانسوی: Saint-Alphonse) شهری در منطقه شهری بونوانتور ناحیه گاسپزی-ایل-دو-لا-مادلن در استان کبک کانادا است. در سرشماری سال ۲۰۱۱ این شهر ۷۷۹ نفر جمعیت داشته‌است و مساحت آن ۱۱۳٫۱۳ کیلومتر مربع است.